# Cornelius Gellert

Cornelius Gellert

Cornelius Gellert (* 17. Juli 1881 in Kassel; † 30. Dezember 1944 ebenda) war ein deutscher Politiker.

## Politisches Wirken
Gellert war seit 1906 SPD-Mitglied in Kassel und von 1908 bis 1919 Mitglied des Parteivorstands der SPD und Mitglied im sozialdemokratischen Bildungsausschuss. Im Jahre 1918 setzte die Kasseler Arbeiterschaft ihn als Stadtkommandanten ein; bis 1919 war er Stadtverordneter für die SPD in Kassel. Er war ein frühes Mitglied des Arbeiter-Turn- und Sportbundes (ATSB) und von 1906 bis 1919 Kreisvertreter (Vorsitzender) des Kreises Kurhessen-Südhannover (13. Kreis).
Im Dezember 1918 wurde Gellert vom Arbeiter- und Soldatenrat Kassel aufgefordert, einen der beiden Kommandantenposten der Kasseler Stadtwehr zu übernehmen. Die Stadtwehr war seit dem 1. Januar 1919 zur Aufrechterhaltung der öffentlichen Sicherheit und Ordnung eingerichtet worden und bestand bis 1920. Bei den Vorstandswahlen des 12. Bundesturntages in Leipzig zu Ostern 1919 wurde Gellert zum Vorsitzenden des ATSB gewählt. Er bekleidete dieses Amt bis 1933. Die Wahl machte seinen Umzug von Kassel nach Leipzig erforderlich. In den Jahren von 1925 bis 1933 war er zusätzlich Vorsitzender der LSI/SASI. Er war ferner Mitglied des Reichsbeirates für Körperliche Erziehung im Reichsministerium des Innern sowie Stadtverordneter in Leipzig; er war auch Mitglied des Aufsichtsrates der Aktiengesellschaft des ATSB.
Für die SPD war er Mitglied des Reichstages von September 1930 bis Juli 1932 sowie von November 1932 bis März 1933 (jeweils für den Wahlkreis 29 Leipzig).

## Nazizeit
Nach der Besetzung der Bundesschule am 23. März 1933 wurde er als Vorsitzender des ATSB entlassen und war arbeitslos.
Im Juli 1933 kehrte er nach Kassel zurück, wo er politisch überwacht (er unterlag der polizeilichen Meldepflicht) und mehrfach kurzfristig verhaftet wurde. Die NS-Betriebszellenorganisation ließ Gellert nicht mehr in seinem Beruf als Tischler arbeiten, so blieb er über Jahre arbeitslos.
Am 1. September 1939 erfolgte im Zuge der Kriegs-Sonderaktion die präventive Verhaftung und Unterbringung im KZ Sachsenhausen in Oranienburg (Häftling Nr. 2494) bis November 1940 (15 Monate). Nach Interventionen seines Sohnes, der als Soldat in der Wehrmacht diente, wurde er als gesundheitlich schwer angeschlagener Mann entlassen, aber weiter polizeilich überwacht.
In der Nacht vom 30. auf den 31. Dezember 1944 starb Gellert bei einem Luftangriff auf Kassel an einem Herzinfarkt. Er wurde in Martinhagen bei Kassel begraben.

## Familiäres
Gellerts Schwester Minna Bernst (1880–1965), Weißnäherin von Beruf, wurde im März 1919 als eine der sechs ersten Frauen in die 72 Mitglieder umfassende Stadtverordnetenversammlung von Kassel gewählt und war 1920 eine den Gründerinnen der Arbeiterwohlfahrt in Kassel.